# Димчук Анатолій Володимирович
Анатолій Володимирович Димчук (нар. 25 грудня 1965) — український культурний діяч, колекціонер, галерист, засновник і власник галерей NT-Art (Одеса) та Dymchuk Gallery (Київ), співзасновник фонду ім. Ю. Єгорова, кавалер державного ордена «За заслуги» III ступеня.

## Життєпис
Народився 25 грудня 1965 в місті Рівне. Живе і працює в Одесі, Донецьку та Києві.
Освіта:
- Національний університет водного господарства та природокористування — інженер-гідротехнік;
- Одеський національний університет імені І. І. Мечникова — магістр філософії[2];
- У 2020 році захистив дисертацію на тему «Філософські засади соціальної доктрини масонства» і отримав ступінь кандидата філософських наук.

## Галерейна діяльність
Некомерційна галерея NT-Art Gallery відкрилася в Одесі 20 грудня 2007 року на основі колекції, що нараховує більше 3 тис. творів живопису, графіки, скульптури, фото та інсталяцій українських авторів (від 50-х років XX століття до сьогодні). Особливістю колекції є її багатоплановість та наявність «колекцій в колекції»:
- найбільше за обсягом і жанровим розмаїттям зібрання робіт «гуру» одеської живописної школи, легенди вітчизняного мистецтва[джерело?][на чию думку?] Ю. Єгорова;
- одна з найповніших добірок творів одеських нонконформістів (О. Ануфрієв, В. Стрельников, В. Басанець, В. Марінюк, Л. Ястреб, В. Наумець, В. Хрущ, С. Сичов, О. Волошинов, Є. Рахманін, Р. Макоєв, О. Стовбур, В. Цюпко, С. Савченко, В. Сад), які у 70-80 роки минулого сторіччя першими в Україні прокладали шляхи неофіційного мистецтва, вільного від ідеологічного пресингу і ангажованої естетики. Добірка складається з колекцій Ф. Кохрихта, В. Асрієва, М. Кнобеля та робот, придбаних безпосередньо у художників, і включає в себе як роботи від 1960-х до 1980-х років, що виставлялися на квартирних виставках, так і більш пізні твори означених авторів;
- імпресіоністичні полотна сучасних продовжувачів «південноруських» традицій класиків: К. Ломикіна, М. Шелюто, А. Гавдзінского, В. Литвиненко, О. Слешинського, А. Лози, В. Жураковського;
- сучасне українське мистецтво, починаючи від 90-х дотепер (В. Рябченко, О. Гнилицький, А. Савадов, В. Цаголов, І. Гусєв, К. Скопцов, І. Чічкан, О. Ройтбурд, М. Мамсіков, О. Тістол, В. Кожухар, Ю. Соломко, М. Маценко, Л. Подерв'янський, Л. Трубіна, С. Зарва, А. Волокітін, Ж. Кадирова та ін).

Також в колекції чудово представлена Закарпатська школа живопису (Й. Бокшай, А. Ерделі, А. Коцка, 3. Шолтес, А. Борецький, Е. Контратович), Львівська школа (Р. Сельський, К. Звіринський, З. Флінта), радянський соцреалізм та одеський концептуалізм.
Роботи з колекції регулярно надаються для експонування, зокрема, в Національний художній музей України, Музеї сучасного мистецтва Одеси, «Мистецький Арсенал». Галерея не володіє музейним статусом, але значна частина її колекції, за відгуками авторитетних експертів, музейна за своїм рівнем і не призначена для продажу.
Роботи з колекції опубліковані в таких виданнях як «Модерністи Одеси», «Мистецтво українських шістдесятників», «Орієнтація на місцевості», «Сучасне українське мистецтво. Портрети художників».
Галерея NT-Art є центром мистецького життя Одеси, крім виставок у галереї проходять поетичні читання, концерти, презентації книг, лекції. Серед реалізованих галереєю проєктів – масштабні групові виставки, що зібрали разом понад 40 українських митців – «RESTART ODESSA», «RESTART KYIV», «Зоряні війни», «Врятувати президента» і «Одеська школа. Традиції та актуальність» (Донецьк, Київ, Дніпропетровськ).
У 2008 році розпочала свою роботу галерея Dymchuk Gallery в Києві.
У фокусі Dymchuk Gallery – сучасне українське мистецтво, зокрема, Український трансавангард, Південноросійська хвиля, Одеський концептуалізм. Dymchuk Gallery одна з небагатьох українських галерей, яка регулярно бере участь у міжнародних артфорумах, ярмарках сучасного мистецтва і бієнале, серед яких, KUNSTART 2009 (Больцано), ART KYIV Contemporary 2009, 2010, 2011, 2012 (Київ),Перша Київська міжнародна бієнале сучасного мистецтва ARSENALE 2012 (Київ),Berliner Liste 2013 (Берлін), VOLTA 10 (Базель), KOLNER LISTE 2015 (Кельн). Таким чином, галерея активно рекламує українське сучасне мистецтво за кордоном та формує інтерес до нього серед західноєвропейських колекціонерів.
У галереї відбулися персональні виставки класиків сучасного українського мистецтва Ігоря Гусєва, Олександра Ройтбурда, Олега Тістола, Василя Цаголова, Іллі Чічкана, Миколи Маценка та ін. Всього в період з 2013 по 2015 рр. в галереї реалізовано близько сорока персональних і групових проєктів. Місія Dymchuk Gallery – сприяти розвитку ринку українського сучасного мистецтва за допомогою проведення виставок, презентації, участі в аукціонах та ярмарках сучасного мистецтва в Україні та за кордоном.Окрім того, Dymchuk Gallery здійснює освітню діяльність. Видання каталогів виставок, буклетів та книг, проведення лекції, майстер-класів, літературних вечорів та зустрічей з художниками спрямовані на формування більш повного та глибокого розуміння сучасного мистецтва широкою аудиторією.

## Кураторські проєкти
Анатолій Димчук виступив ініціатором та куратором декількох резонансних проєктів, в яких вдалося зібрати найкращих сучасних українських художників -
- «RESTART» (Одеса, Київ),
- «Нонконформісти: музейний формат» (Одеський художній музей),
- «Зоряні війни» (Одеса),
- «Одеська школа. Традиції та актуальність» (Донецьк, Київ, Дніпропетровськ),
- «Бебеля, 19. Квартирні виставки» (Київ, Одеса),
- «Одеська Народна Республіка». (Київ, Одеса, Донецьк).

Кураторські проєкти Анатолія Димчука в рамках виставкової частини фестивалю Odessa Classics налічують:
- Нонконформісти. Одеський музей західного й східного мистецтва (2021),
- Юрій Єгоров. Музика сфер. Одеський музей західного й східного мистецтва (2020),
- Арсен Савадов. Лабораторія Орфея. Одеський музей західного й східного мистецтва (2019).

## Видавнича діяльність
За час роботи Dymchuk Gallery, NT-Art Gallery було видано бл. 50 виставкових каталогів, книг, поетичних збірок, серед яких унікальні видання «Арт-рейдери. 
- Хроніка одеського акціонізму»,
- журнал «Арт підготовка»,
- поетична збірка Ігоря Гусєва «Лайкхокку»,
- каталог виставки «Одеська школа. Традиції та актуальність»[5],
- каталог виставки «Бебеля, 19. Квартирні виставки»,
- каталог до персональної виставки Юрія Єгорова.

## Підтримка культурних проєктів
У 2014 А. Димчук організував в Одесі єдиний в Україні концерт легендарного гітариста Марка Рібо і групи «Ceramic Dog». А. Димчук виступав організатором і надавав підтримку декількох проєктах «Павлик Морозов», «Гуманісти», «Гуманісти-2» відомого українського драматурга і художника Леся Подерв'янського. Підтримав постановку вистави «Буна» у Києво-Могилянському театральному центрі «Пасіка» (2014).